# Bronisława Bałutowa
Bronisława Bałutowa, właśc. Bronisława Maria Bałut, (ur. 26 lutego 1919 w Warszawie, zm. 2005) – polska eseistka, doktor habilitowany, anglistka, autorka książek o literaturze angielskiej, tłumaczka literatury angielskiej, członkini Stowarzyszenia Pisarzy Polskich. 

Ukończyła filologię angielską na Uniwersytecie Łódzkim oraz studiowała na Uniwersytecie Jagiellońskim. W 1968 roku uzyskała doktorat nauk humanistycznych na podstawie rozprawy poświęconej twórczości Ivy Compton-Burnett. W latach 1946–1952 pracowała jako nauczycielka w szkołach średnich, a od 1957 roku była pracownikiem naukowym Uniwersytetu Warszawskiego oraz wykładowczynią w Instytucie Anglistyki.
Autorka poradnika wymowy angielskiej dla różnych poziomów biegłości językowej Wymowa angielska dla wszystkich (dziewięć wydań przez Wiedzę Powszechną). Jej książki wydane zostały przez m.in. PWN, Wiedzę Powszechną, Ossolineum. Tłumaczenia literackie Bronisławy Bałutowej wykorzystano w spektaklu Teatru Polskiego Radia w reżyserii Andrzeja Zakrzewskiego oraz w spektaklu telewizyjnym w reżyserii Macieja Dejczera.

## Twórczość
- 1957: Dramat Bernarda Shaw[1]
- Nowe formy powieści :  twórczość Ivy Compton-Burnett, Zakład Narodowy im. Ossolińskich, Wrocław 1975
- Spatial complex : a study of spatial problems in fiction illustrated with examples from representative works of English short fiction 1900–1925, Rozprawy Uniwersytetu Warszawskiego, Wydawnictwa UW, Warszawa 1979
- Wymowa angielska dla wszystkich Wiedza Powszechna, Warszawa 1990 ISBN 83-214-0446-4
- J.G. Farrell's "The siege of Krishnapur" : a pattern of reversal, Uniwersytet Warszawski, Warszawa 1992
- Powieść angielska XX wieku, Wydawnictwo Naukowe PWN, Warszawa 2004 ISBN 83-01-14247-2
- Wymowa angielska czyli Dlaczego nie rozumiemy Anglików i Amerykanów, a oni nas, Philip Wilson, Warszawa 1999 ISBN 83-7236-035-9
- (współautor) Mały słownik pisarzy angielskich i amerykańskich, Państwowe Wydawnictwo Wiedza Powszechna, Warszawa 1971

## Przekłady
- Gore Vidal, Trubadur króla Ryszarda, Czytelnik, Warszawa 1960
- Ivy Compton-Burnett, Teraźniejszość i przeszłość, Czytelnik, Warszawa 1972
- Nataniel Hawthorne, Dom o siedmiu szczytach, Itaka, Poznań 1994 ISBN 83-86008-05-9
- Nataniel Hawthorne, Szkarłatna litera, Hachette Livre Polska, Warszawa 2005 ISBN 83-7448-062-9
- Herman Teirlinck, Człowiek w lustrze, Czytelnik, Warszawa 1968
- Sloan Wilson, Cena szczęścia, Czytelnik, Warszawa 1963
- Mark Twain, Trzydzieści trzy opowieści, Czytelnik, Warszawa 1973
- Ivy Compton-Burnett, Więcej pań niż panów, Seria wydawnicza „Nike”, Czytelnik, Warszawa 1976
- Mark Twain, Jak kandydowałem na gubernatora, Wydawnictwo „Książka i Wiedza”, Warszawa 1996 ISBN 83-05-12827-X